# Loxogramme humblotii
Loxogramme humblotii là một loài thực vật có mạch trong họ Polypodiaceae. Loài này được (C. Chr.) C. Chr. miêu tả khoa học đầu tiên năm 1932.